# Rans
Rans és un municipi francès situat al departament del Jura i a la regió de Borgonya - Franc Comtat. L'any 2007 tenia 454 habitants.

## Demografia

### Població
El 2007 la població de fet de Rans era de 454 persones. Hi havia 179 famílies de les quals 43 eren unipersonals (16 homes vivint sols i 27 dones vivint soles), 58 parelles sense fills, 62 parelles amb fills i 16 famílies monoparentals amb fills.
La població ha evolucionat segons el següent gràfic:
Habitants censats

### Habitatges
El 2007 hi havia 206 habitatges, 182 eren l'habitatge principal de la família, 13 eren segones residències i 10 estaven desocupats. 166 eren cases i 39 eren apartaments. Dels 182 habitatges principals, 130 estaven ocupats pels seus propietaris, 46 estaven llogats i ocupats pels llogaters i 7 estaven cedits a títol gratuït; 2 tenien una cambra, 13 en tenien dues, 22 en tenien tres, 50 en tenien quatre i 95 en tenien cinc o més. 142 habitatges disposaven pel capbaix d'una plaça de pàrquing. A 67 habitatges hi havia un automòbil i a 100 n'hi havia dos o més.

### Piràmide de població
La piràmide de població per edats i sexe el 2009 era:
| Homes | Edats   | Dones |
| ----- | ------- | ----- |
| 4     | 95 o +  | 0     |
| 0     | 90 a 94 | 0     |
| 8     | 85 a 89 | 4     |
| 0     | 80 a 84 | 8     |
| 8     | 75 a 79 | 4     |
| 12    | 70 a 74 | 12    |
| 12    | 65 a 69 | 4     |
| 8     | 60 a 64 | 12    |
| 8     | 55 a 59 | 12    |
| 12    | 50 a 54 | 8     |
| 16    | 45 a 49 | 20    |
| 24    | 40 a 44 | 8     |
| 16    | 35 a 39 | 12    |
| 16    | 30 a 34 | 12    |
| 0     | 25 a 29 | 20    |
| 20    | 20 a 24 | 8     |
| 16    | 15 a 19 | 24    |
| 24    | 10 a 14 | 20    |
| 8     | 5 a 9   | 12    |
| 8     | 0 a 4   | 12    |

## Economia
El 2007 la població en edat de treballar era de 270 persones, 223 eren actives i 47 eren inactives. De les 223 persones actives 207 estaven ocupades (111 homes i 96 dones) i 17 estaven aturades (9 homes i 8 dones). De les 47 persones inactives 16 estaven jubilades, 15 estaven estudiant i 16 estaven classificades com a «altres inactius».

### Ingressos
El 2009 a Rans hi havia 185 unitats fiscals que integraven 463,5 persones, la mediana anual d'ingressos fiscals per persona era de 19.044 €.

### Activitats econòmiques
Dels 14 establiments que hi havia el 2007, 1 era d'una empresa extractiva, 1 d'una empresa alimentària, 1 d'una empresa de fabricació d'altres productes industrials, 4 d'empreses de construcció, 2 d'empreses de comerç i reparació d'automòbils, 1 d'una empresa d'hostatgeria i restauració, 2 d'empreses immobiliàries, 1 d'una entitat de l'administració pública i 1 d'una empresa classificada com a «altres activitats de serveis».
Dels 3 establiments de servei als particulars que hi havia el 2009, 1 era un paleta, 1 lampisteria i 1 electricista.
Dels 2 establiments comercials que hi havia el 2009, 1 era una botiga de menys de 120 m² i 1 una botiga de material de revestiment de parets i terra.
L'any 2000 a Rans hi havia 7 explotacions agrícoles que ocupaven un total de 276 hectàrees.

## Poblacions més properes
El següent diagrama mostra les poblacions més properes.